# Zone of the Enders (serie)
Zone of the Enders (ゾーン　オブ　エンダーズ Zōn obu Endāzu?), También conocido por su acrónimo  Z.O.E., es una franquicia creada por Hideo Kojima, Adquirida por el distribuidor de videojuegos Konami,  y expandida por los estudios de animación Sunrise. La franquicia está conformada por dos videojuegos para PlayStation 2, un videojuego para Game Boy Advance  una serie de televisión anime de 26 episodios y una película OVA.

## Temas Comunes

### Ambientación
la serie de Zone of the Enders  se desarrolla en el siglo 22 tardío. La humanidad ha colonizado Marte, y colonias espaciales han sido puestas en órbita alrededor de Júpiter. Dos avances científicos se encuentran alimentando esta expansión: el desarrollo del           Vehículo Extra - Orbital Laborioso  o LEV, un mecha  utilizado para trabajos regulares y uso militar y el descubrimiento del Metatron, un mineral de alta energía que se encuentra en Calisto.
Sin embargo, aquellos en el poder en la Tierra comenzaron a ver con malos ojos a los colonos de Marte y Júpiter, llamándolos "Enders", e impusieron leyes abusivas e impuestos en su contra. Con el tiempo, los diferentes grupos en Marte comenzaron a levantarse en oposición a la Tierra, siendo BAHRAM el más conocido. Una nueva arma dada a estos rebeldes es el Orbital Frame, un mecha que hace un uso extensivo de tecnología basada en Metatron. Estos Orbital Frames vienen a dar forma al destino de la Tierra y sus colonias, para bien o para mal.

## Juegos

### Zone of the Enders
Es el juego que le da origen a la franquicia. Su historia gira en torno a un chico llamado Leo Stenbuck, habitante de una colonia espacial (Antilia) que se encuentra orbitando Júpiter, que accidentalmente termina pilotando al Robot de combate Jehuty.

### Zone of the Enders: The 2nd Runner
Conocido en Japón como  Anubis: Zone of the Enders, un nuevo piloto llamado Dingo Egret encuentra al robot de combate Jehuty en una de las lunas de Callisto. Dos años después de los eventos del juego anterior, Dingo viaja hacia la Fortaleza de Auman para derrotar al Coronel Nohman, del ejército de BAHRAM, el actual piloto del Orbital frame Anubis, el prototipo hermano de Jehuty .

### Zone of the Enders: The Fist of Mars
Conocido como Zone of the Enders: 2173 Testament en Japón, es una historia paralela lanzada para Game Boy Advance, acerca de una conspiración que involucra la construcción de Robots de Combate en el planeta tierra. El protagonista es un joven llamado Cage Midwell, el cual termina envuelto en una organización rebelde conocida como BIS.

### Zone of the Enders HD Collection
En el certamen E3 2011, Konami anunció Zone of the Enders HD Collection, un relanzamiento de los dos juegos principales de la serie para PS3, PS Vita y Xbox 360, que salió al mercado en 2012. Trae interfaces mejoradas en resolución HD, ilustraciones redibujadas,  logros , trofeos y audio mejorado.  la HD Collection incluye un demo del próximo  Metal Gear Rising: Revengeance,  imitando la inclusión que se le hizo al primer Z.O.E. de un demo de Metal Gear Solid 2: Sons of Liberty 
En un evento realizado en mayo de 2012, la HD collection recibió el 25 de octubre como su fecha de salida en Japón. En el mismo evento, Kojima confirmó que su equipo ya había empezado a trabajar en una próxima secuela en la serie de Z.O.E. y que esta estaba en su fase experimental. El juego será desarrollado utilizando el nuevo  FOX Engine de Kojima Productions.

### Zone of the Enders: The 2nd Runner - MARS
En septiembre de 2018 se puso a la venta Zone of the Enders: The 2nd Runner - MARS para la consola PlayStation 4. Se trata de una versión remasterizada y mejorada de Zone of the Enders: The 2nd Runner desarrollada por Cygames con soporte para PlayStation VR y compatible con 4K. Incluye extras inéditos en la versión original como galerías de vídeos, ilustraciones y un modo "Hangar" que permite explorar el hangar del Jehuty y recoger orbes que permiten desbloquear material adicional.

## Anime
Zone of the Enders: 2167 IDOLO es una precuela para la serie completa contando la historia de Radium Lavans, el piloto del primer Mecha de Combate. Zone of the Enders: Dolores,i es una continuación de IDOLO, que sigue las hazañas de James Links, un camionero alcohólico, que, al tratar de reunirse con su distanciada familia, descubre un Mecha escondido en uno de sus contenedores de envío. El Robot, que se hace llamar Dolores, parece considerar James, su príncipe.

## Recepción
Zone of the Enders  tuvo una aceptación moderada por parte del público y la crítica especializada, mientras que su secuela, Zone of the Enders: The 2nd Runner, gozo de una mejor acogida. Hideo Kojima atribuye el mediano éxito del juego a " errores en la fijación de las fechas de publicación " y que fue eclipsado por otros grandes títulos
La HD Collection porteada  por High Voltage Software recibió críticas Mixtas, citando que los gráficos del juego habían sido mejorados,  pero sufrían de un FPS inconsistente, nunca visto en los juegos de PlayStation 2 y que estos padecieron de problemas técnicos y de falta de contenido especial para las versiones de todas las consolas.